# Koompassia excelsa
Koompassia excelsa, hay Tualang (Tapang), là một loài cây rừng mưa nhiệt đới lớp trên trong họ Fabaceae. Loài này sinh sống ở Indonesia, Malaysia, Philippines, và Thái Lan. Nó là một trong các loài cây nhiệt đới cao nhất; chiều dài trung bình mẫu đo được là 85,8 mét m hay 88 m.
Tualang chủ yếu mọc ở các rừng mưa nhiệt đới vùng đất thấp, nơi nó vươn lên trên tầng tán và có các rễ chống chùm chống đỡ nó vững chắc với chiều cao đó. Điều này là bởi vì hầu hết các chất dinh dưỡng của đất rừng nhiệt đới rất gần bề mặt, làm cho rễ lớn lây lan hiệu quả hơn so với rễ sâu. 
Tualang phân cành phía trên các tán cây (khoảng 30 m) và có thân cây trơn trượt, làm cho chúng hấp dẫn những con ong mật ong khổng lồ Apis dorsata treo ngược tổ ong trên cành cây. Những con ong bảo vệ cây khỏi bị khai thác gỗ, do giá trị của mật ong cao hơn giá trị của gỗ. Ngoài ra còn có một điều cấm kỵ đối với việc đốn hạ cây tại một số khu vực ở Sarawak, và chỉ có những cây đổ tự nhiên (vì bão) được sử dụng để lấy gỗ.